# 笠井スイ
笠井 スイ（かさい スイ、1984年 - ）は、日本の漫画家。長野県在住。
2008年10月、『Fellows!』（エンターブレイン刊)創刊号の読切「花の森の魔女さん」にてデビュー。2009年6月より、初の連載となる『ジゼル・アラン』をスタートしている。病気療養につき、連載停止中。
2010年に初のコミックスとなる『ジゼル・アラン』1巻が発売された際には、東京都神田神保町三省堂書店にて原画展が開催されたほか、全国のコミックとらのあなで複製原画展が開催されている。

## 作品

### 連載中
- ジゼル・アラン（2009年 - 、 KADOKAWA 〈ビームコミックス〉、既刊5巻）（2015年7月時点）
第1巻から第3巻の単行本発売元は「発行：エンターブレイン / 発売：角川グループパブリッシング」。

### 読み切り
- 花の森の魔女さん（『Fellows!』volume1[2]）
- 月夜のとらつぐみ（『Fellows!』volume2[2]）
- 水面の翡翠（『Swimsuits Fellows! 2009』[2]）
- 仏頂面のバニー（『Fellows!』volume3[2]）
- 遥かファンティエット（『Costume Fellows! 2011』[2]）
- 瞼に咲く花（『ハルタ』volume5[3]）
- カバー・ストーリー（『ハルタ』volume17）

### 短編集
- 月夜のとらつぐみ（エンターブレイン、ビームコミックス、2011年5月14日発行、ISBN 978-4-04-727293-4）[2]
  1. 花の森の魔女さん
  2. 月夜のとらつぐみ
  3. 水面の翡翠
  4. 仏頂面のバニー
  5. 遙かファンティエット
  6. Story Teller Story ［story:01 ERISA］（2007年8月 個人誌にて発表）
  7. Story Teller Story ［story:02 NANCY］（2008年2月 個人誌にて発表）
  8. 猫とパンケーキ （2008年5月 個人誌にて発表）

- マリア様のいない町 -Story of Carocheila-（エンターブレイン、ハルタコミックス、2018年6月15日発行、ISBN 978-4-04-735151-6）
  1. Solitide (2004年10月 個人誌にて発表)
  2. 金雀枝 (2005年10月 個人誌にて発表)
  3. 瞼に咲く花 (『ハルタ』 volume5)

- 名もなき羊たちの町 -Story of Carocheila-（エンターブレイン、ハルタコミックス、2018年6月15日発行、ISBN 978-4-04-735196-7）
  1. カミキリ (2005年8月 個人誌にて発表)
  2. Scissor (2006年2月 個人誌にて発表)